# 吊脚楼

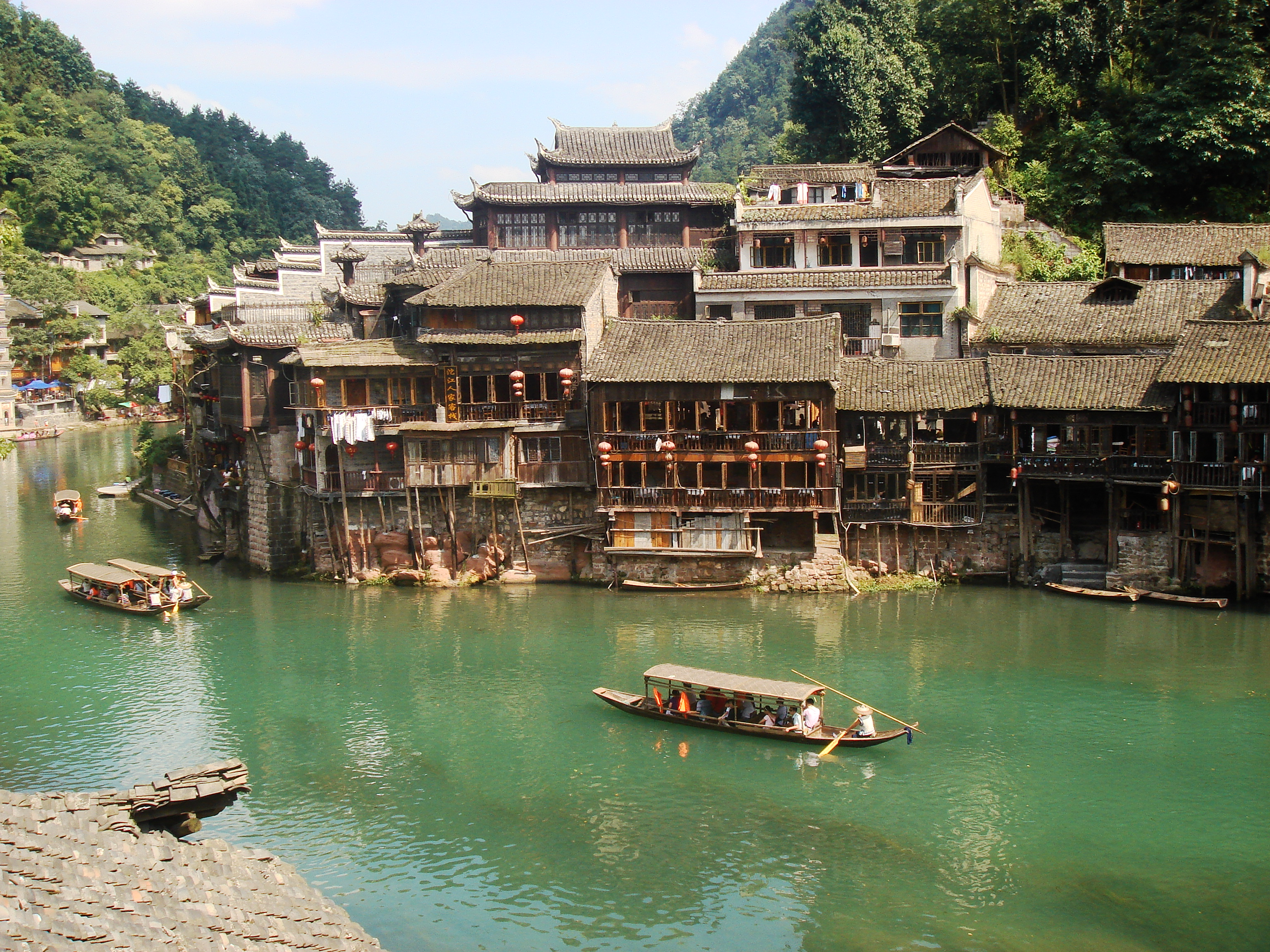
凤凰古城沿河的吊脚楼

吊脚楼也叫“吊楼子”，是中国的苗族、壮族、布依族、侗族、水族、土家族等居住在南方山区的少数民族的传统干欄式民居，多见于湘西、鄂西、四川、重庆、贵州等地区。吊脚楼多依山就势而建，朝向多坐西向东或坐东向西。
吊脚楼属于一种半干栏式木质建筑。一般分上下两层，上层通风、干燥、防潮作为居室；下层是猪牛栏圈或用来堆放杂物。

## 图集
- 重庆江津区中山古镇沿河的吊脚楼
- 重庆合川区南津街涪江岸边的吊脚楼风格的民居房
- 重庆渝中区洪崖洞民俗风貌区由民居房改造成商业建筑。